# Landsgrav
Landsgrav var en selvstændig landsby i Vestsjælland - i dag en forstad til Slagelse. Den er kendt for at have lagt navn til flere danske æblesorter og fra 1869 for Landsgrav Friskole, en grundtvig-koldsk friskole. Skolen begyndte på gården Elmelunde på Landsgrav Mark hos gårdejer Lars Andersen. Han havde et barn med en handicappet hånd og var bange for, at barnet ville få problemer i skolen. Skolen fik fire elever - som ved årets udgang var blevet til 13. I 2017 har skolen ca. 200 elever.

## Historie
Ifølge 1682-matriklen bestod Landsgrav af 13 gårde og 6 huse med i alt 95 tønder land. I 1787 boede der 160 personer i Landsgrav.
Landsgrav ligger i Sankt Peders Sogn. 1842-1970 lå landsbyen i Sankt Peders Landsogns Kommune. Ved kommunalreformen i 1970 blev den en del af Slagelse kommune. Allerede fra 1950 var kommunens bebyggelser så sammenhængende med Slagelse, at den betragtedes som en forstad.

## Landsgrav-æblerne
Landsgrav har lagt navn til de danske æblesorter "Landsgrav Sommeræble" og "Landsgrav Vinteræble". Den danske pomolog Claus Petersen Matthiesen beskrev i sit store værk fra 1913 om de danske æbler Landsgrav-sommeræblet som saftigt og med en "forfriskende god, lidt syrlig Vinsmag med kanelagtig Aroma", mens selve træet var sundt og hårdført. Matthiesen havde æblet fra forstander Hans Knudsen, Havebrugsskolen i Landsgrav. Også Landsgrav vinteræblet, der er middelstort og strågult og modner sent, var tiltrukket (dvs. fremavlet) af Hans Knudsen. På Frilandsmuseet i Lyngby står et Landsgrav Vinteræble i haven ved hjulmagerhuset fra Kalvehave.
I Danmarks Frugtavls frugsortsundersøgelser 1916-1922 var Landsgrav sommeræble nr. 107 (med 142 træer) og vinteræblet nr. 224 (med 10 træer) ud af i alt 305 æblesorter, der blev formeret i danske planteskoler.